# Поповка (Фалештський район)
Поповка (рум. Popovca) — село у Фалештському районі Молдови. Входить до складу комуни, адміністративним центром якої є село Наталієвка.

## Населення
За даними перепису населення 2004 року у селі проживала 981 особа.
Національний склад населення села:
| Національність       | Кількість осіб | Відсоток   |
| -------------------- | -------------- | ---------- |
| українці             | 798            | 81,3%      |
| молдавани румуни     | 110 1          | 11,2% 0,1% |
| росіяни              | 66             | 6,7%       |
| гагаузи              | 3              | 0,3%       |
| болгари              | 1              | 0,1%       |
| інша / без відповіді | 2              | 0,2%       |
| Всього               | 981            | 100%       |